# Нові імена України
«Нові імена України» — мистецький проєкт започаткований Українським фондом культури у 1991 році. Метою проєкту є виявлення та підтримка обдарованої молоді у галузях музики, літератури, образотворчого мистецтва і народної творчості.
Щорічно в рамках проєкту проводиться Всеукраїнський огляд-конкурс за програмою Українського фонду культури «Нові імена України», в якому беруть участь близько 150 виконавців віком від 6 до 18 років у різних номінаціях. Опікунська рада конкурсу, до якої залучені видатні митці України, визначає переможців, які отримують творчі стипендії, дипломи та подарунки.
За понад 20 років існування мистецького проєкту близько 500 його учасників одержали творчі стипендії і понад 700 нагороджені дипломами.
Керівник програми — народна артистка України Світлана Петрівна Глух.